# Крашенинников, Алексей Валентинович
Алексе́й Валенти́нович Крашени́нников (род. 1957, Москва, РСФСР, СССР) — советский и российский учёный-градостроитель, доктор архитектуры, профессор, член-корреспондент РААСН, член Союза московских архитекторов, профессор кафедры градостроительства Московского архитектурного института (МАрхИ).

## Биография
Родился в 1957 году в Москве.
Учился в МАрхИ (окончил в 1980 году). Начал работать в Институте генплана Москвы.
В 1985 году защитил кандидатскую диссертацию на тему «Социально-пространственный аспект формирования жилой среды города», а в 1998 году — докторскую диссертацию на тему «Градостроительные основы развития жилой застройки в условиях рыночной экономики».
В 2007 году основал и возглавил НОЦ «Урбанистика» МАРХИ.
Член Союза московских архитекторов и Международной федерации по жилищу и градостроительству (IFHP).

## Членство в академиях наук и общественных организациях
- член-корреспондент Российской академии архитектуры и строительных наук (2021)[5]
- советник Международной федерации по жилищу и градостроительству (IFHP)[5]
- член Союза московских архитекторов[6]

## Награды
- лауреат всероссийского конкурса в области архитектуры и дизайна (2003)[7]
- нагрудный знак «Почётный работник высшего профессионального образования Российской Федерации» (2015)
- почётная грамота учёного совета МАРХИ (2017)
- диплом РААСН за лучший научный труд в области Градостроительства (2021)

## Основные труды
Автор более 70 публикаций в области градостроительства, в частности трудов по загородному строительству, градостроительной политике, градостроительному проектированию зданий и комплексов, градостроительному управлению, архитектуре города и городской среде.
- Жилые кварталы : Учеб. пособие для архит. и строит. спец. вузов / А. В. Крашенинников. — М. : Высш. шк., 1988[8]
- Собственный дом : В 3 кн. / А. В. Крашенинников. — М. : Высш. шк., 1993
- Градостроительное развитие жилой застройки: исследование опыта западных стран: учеб. пособие для студ. архит. спец. — М.: Архитектура-С, 2005
- Градостроительное развитие и городская среда / А. В. Крашенинников. North Carolina: Open Science Publishing Raleigh, 2017[9]
- Когнитивная урбанистика: архетипы и прототипы городской среды / А. В. Крашенинников. — Москва : Курс, 2020